# Senoco de Tours
Senoco de Tours (fl. 526 -576) fue un abad Taifal. Es venerado como santo por la Iglesia católica. 

## Biografía
Senoco nació en Tiffauges, en Poitou. Fundó el monasterio en 536, y fue su primer abad. Se estableció para él mismo un lugar que ahora es llamado Saint-Senoch, sobre unas ruinas romanas. Senoco fue famoso por sus actos de austeridad, como mostrarse asiduo a las vigilias, la oración y la caridad hacia los siervos y encerrarse en espacios tan pequeños que no le permitían siquiera girarse. 
Senoco conoció a San Eufronio, obispo de Tours, y a su sucesor San Gregorio de Tours.